# Sei Nazioni femminile 2006
Il Sei Nazioni 2006 fu l'undicesima edizione del torneo rugbistico femminile del Sei Nazioni.
Fu anche l'ultima tenutasi fuori dall'egida del comitato esecutivo del Sei Nazioni maschile; dalla stagione successiva, infatti, il Comitato assunse l'incarico di organizzare entrambe le manifestazioni.
Per effetto di ciò, l'edizione 2006 fu l'ultima che vide impegnata la Spagna, dall'anno successivo rimpiazzata dall'Italia.
Tenutosi dal 4 febbraio al 18 marzo 2006, il torneo vide il ritorno alla vittoria dell'Inghilterra, che conseguì anche il Grande Slam; la Spagna segnò la sua ultima partecipazione al torneo con il suo secondo Whitewash.

## Calendario

### 1ª giornata
| Dublino 4 febbraio 2006 | Irlanda | 25 – 10 | Spagna | Donnybrook Stadium |

| St Albans 4 febbraio 2006 | Inghilterra | 38 – 15 | Galles | Old Albanians |

| Edimburgo 5 febbraio 2006 | Scozia | 3 – 23 | Francia | Murrayfield |

### 2ª giornata
| Montauban 10 febbraio 2006 | Francia | 32 – 0 | Irlanda |  |

| Madrid 11 febbraio 2006 | Spagna | 3 – 86 | Inghilterra | Estadio de la Ciudad Universitaria |

| Pontypridd 11 febbraio 2006 | Galles | 5 – 0 | Scozia | Sardis Road |

### 3ª giornata
| Dublino 25 febbraio 2006 | Irlanda | 7 – 14 | Galles | Donnybrook |

| Edimburgo 25 febbraio 2006 | Scozia | 5 – 22 | Inghilterra | Murrayfield |

| Saint-Jean-de-Luz 25 febbraio 2006 | Francia | 38 – 0 | Spagna |  |

### 4ª giornata
| Pontypridd 10 marzo 2006 | Galles | 10 – 0 | Spagna | Sardis Road |

| Navan 10 marzo 2006 | Irlanda | 10 – 0 | Scozia |  |

| Bondoufle 11 marzo 2006 | Francia | 0 – 28 | Inghilterra |  |

### 5ª giornata
| Pontypridd 17 marzo 2006 | Galles | 11 – 10 | Francia | Sardis Road |

| St Albans 17 marzo 2006 | Inghilterra | 11 – 10 | Irlanda | Old Albanians |

| Madrid 17 marzo 2006 | Spagna | 12 – 16 | Scozia | Estadio de la Ciudad Universitaria |

## Classifica
| Pos | Squadra     | G | V | N | P | PF  | PS  | DP   | Pt |
| --- | ----------- | - | - | - | - | --- | --- | ---- | -- |
| 1   | Inghilterra | 5 | 5 | 0 | 0 | 213 | 33  | +180 | 10 |
| 2   | Galles      | 5 | 4 | 0 | 1 | 55  | 55  | 0    | 8  |
| 3   | Francia     | 5 | 3 | 0 | 2 | 103 | 42  | +61  | 6  |
| 4   | Scozia      | 5 | 2 | 0 | 3 | 33  | 62  | −29  | 4  |
| 5   | Irlanda     | 5 | 1 | 0 | 4 | 42  | 104 | −62  | 2  |
| 6   | Spagna      | 5 | 0 | 0 | 5 | 25  | 175 | −150 | 0  |